# Dorm

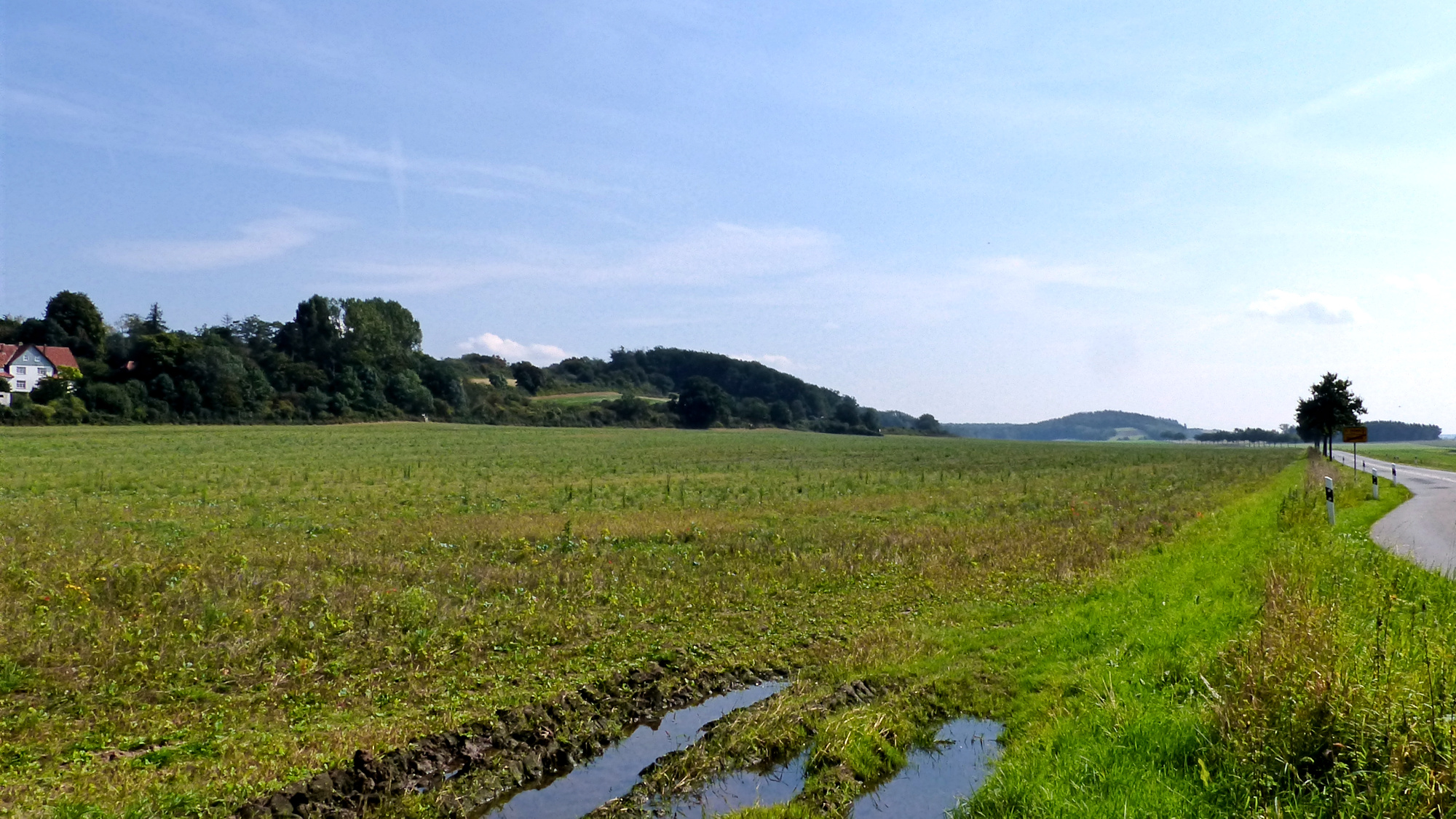
Der Dorm von Nordwesten bei Beienrode

Der Dorm ist ein 181 m ü. NHN hoher Höhenzug des Ostbraunschweigischen Hügellands. Er liegt im Königslutteraner Ortsteil Groß Steinum im niedersächsischen Landkreis Helmstedt und in der Nähe der Kreisstadt Helmstedt.

## Geographie

### Lage
Der Dorm liegt im Naturpark Elm-Lappwald und im Geopark Harz – Braunschweiger Land – Ostfalen. Er erhebt sich 11 km nordwestlich der Kernstadt von Helmstedt und 5 km nordöstlich der Kernstadt von Königslutter am Elm. Rund um den Höhenzug befinden sich die Gemeinde Süpplingenburg im Südsüdosten, mit Barmke ein Ortsteil von Helmstedt, der Kernort von Rennau mit dem Rennauer Ortsteil Trendel sowie mit Uhry und Beienrode im Nordwesten und mit Groß Steinum im Südwesten drei Ortsteile von Königslutter am Elm. Der in Südost-Nordwest-Richtung verlaufende Höhenzug ist etwa 7 km lang und 3 km breit. Nachbarn sind die Höhenzüge Elm im Südwesten, Elz im Südosten und Lappwald im Osten sowie die Region Hasenwinkel (auch Naturraum) im Norden. Entlang der Süd- bis Westflanke des Dorm fließt die Schunter und nördlich vorbei deren Zufluss Uhrau.

### Naturräumliche Zuordnung
Der Dorm gehört in der naturräumlichen Haupteinheitengruppe Nördliches Harzvorland (Nr. 51), in der Haupteinheit Ostbraunschweigisches Hügelland (512) und in der Untereinheit Helmstedt-Oscherslebener Mulde (512.2) zum Naturraum Dormhügelland (512.20). Nach Süden leitet die Landschaft in den Naturraum Helmstedter Mulde (512.21) über und nach Westsüdwesten zu dem zur Untereinheit Asse-Elm-Hügelland (512.1) zählenden Höhenzug Elm (512.15).
Nach Nordosten bis Norden fällt die Landschaft in den Naturraum Hasenwinkel (624.21) ab, der zur Untereinheit Wolfsburger Hügel- und Plattenland (624.2) gehört, und nach Nordwesten in den Naturraum Schuntertal (624.10), der zur Untereinheit Schunterwinkel (624.1) zählt; beide Untereinheiten sind innerhalb der Haupteinheitengruppe Weser-Aller-Flachland (62) Teil der Haupteinheit Ostbraunschweigisches Flachland (624).

### Erhebungen
Erhebungen des Dorms sind – sortiert nach Höhe in Meter (m) über Normalhöhennull (NHN):
- Fuchsberg (181 m), südöstlich von Beienrode und nördlich von Groß Steinum; mit Sendemast/-turm
- Schottorfer Berg (161 m), zwischen Groß Steinum und Rennau
- Heineberg (160 m), nordöstlich von Groß Steinum

## Geologie und Archäologie

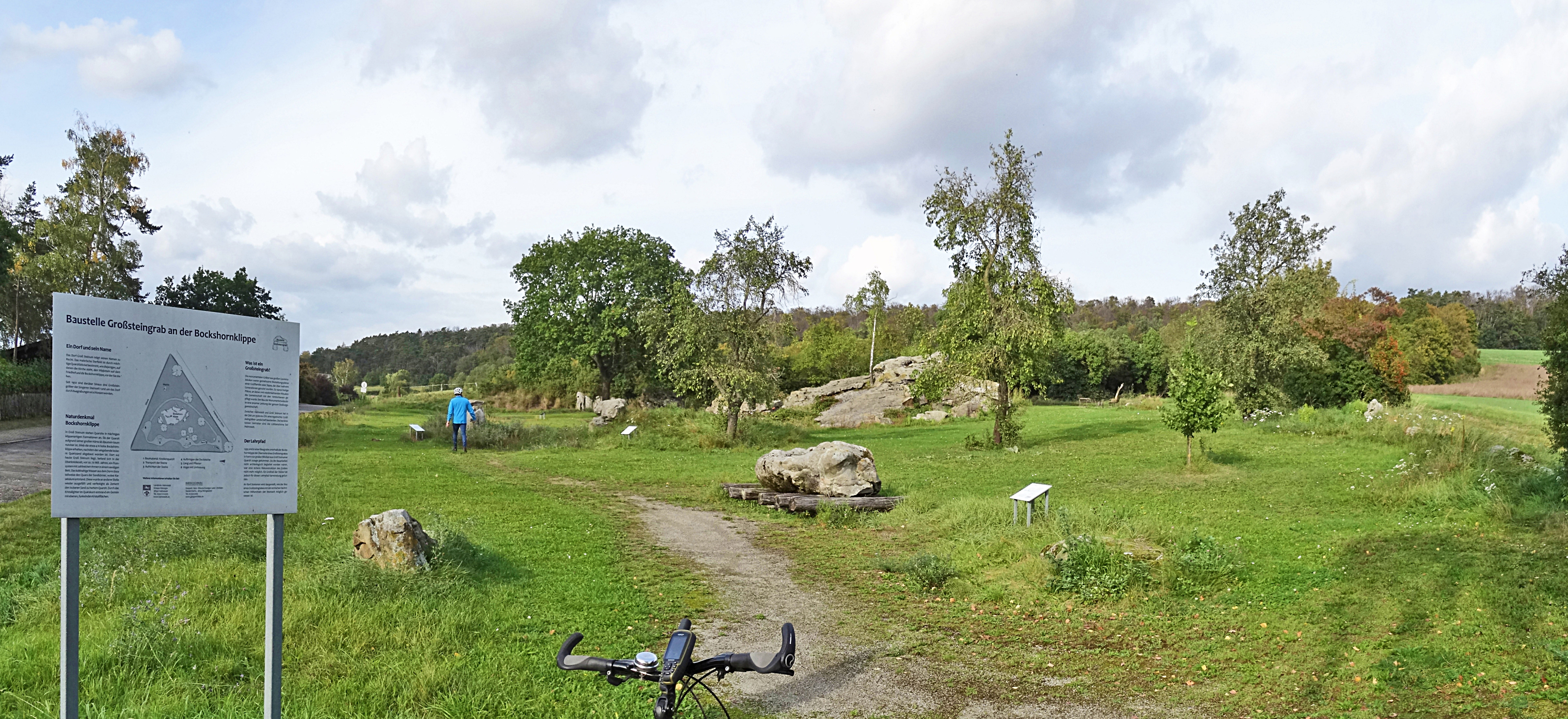
Baustelle Großsteingrab an der Bockshornklippe in Groß Steinum

Der Dorm ist ein Schmalsattel, der durch Halokinese von Zechsteinsalzen im Untergrund entstand. Das Salz des Salzstockes wurde früher gefördert. Relikte dieses ehemaligen Abbaus finden sich heute noch in Form der Glaubersalzhalden unweit Beienrodes. An der Oberfläche stehen jüngere triassische Schichten des Buntsandsteins und Muschelkalks an. Die Gipse des Röts (oberer Buntsandstein) sind teils subrodiert und bilden eine Dolinenzone. Die Schichtenfolge des Dorms gleicht der des Elms und der Asse.
Für geologisch und archäologisch Interessierte ist der Geologie-/Natur-Erlebnispfad Dorm des Freilicht- und Erlebnismuseums Ostfalen eingerichtet, der in Groß Steinum beginnt. Dort befindet sich auch die Bockshornklippe, die aus tertiären Knollenquarziten gebildet wird. An seinem Südwestrand liegt die Steinkammer von Groß Steinum, ein Großsteingrab der Trichterbecherkultur, und zwei weitere Gräber, die der Pfad neben Schürfen im Muschelkalk und Buntsandstein mit einschließt.

## Schutzgebiete und Biologie
Der Dorm war bis 2020 Bestandteil des Landschaftsschutzgebiets Mittlere Schunter (CDDA-Nr. 322992; 1977 ausgewiesen; 39,77 km² groß) und ist seitdem ein eigenständiges Landschaftsschutzgebiet (LSG HE 026) mit einer Fläche von 6,89 km².
Seit 2000 sind Großteile des Höhenzugs als Fauna-Flora-Habitat-Gebiet Dorm (FFH-Nr. 3731-331; 6,772 km²) ausgewiesen. In dem Gebiet gibt es vielfältigen Waldkomplex auf Kalk- und Sandstein mit Vorkommen naturnaher Buchen- und Eichen-Hainbuchenwälder auf unterschiedlichen Standorten. Außerdem gibt es Eichen-Hainbuchenwald und kleinflächig Erdfalltümpel (mit großer Bedeutung für Amphibien), Erlen-Eschenwald sowie Salzvegetation an Glaubersalzhalden. Ferner sind Kalktuffquellen eines mesotrophen Teiches mit Armleuchteralgen, Erlen-Eschenwald und Salzvegetation vorhanden. In vielen Teilbereichen sind standortfremde Nadelbäume beigemischt oder in Reinbeständen (v. a. Fichte und Lärche). Teilweise mangelt es an Altholz durch frühere Kahlschläge.

## Verkehr und Wandern
Nordöstlich vorbei am Dorm führt die Bundesautobahn 2 mit den höhenzugnahen Anschlussstellen Rennau im Osten und Königslutter im Nordwesten. An diesen Anschlüssen beginnend kann man den Höhenzug auf Landes- und Kreisstraßen umfahren. Waldwege und Pfade, darunter der 4-Wälder Rundweg (94 km; Dorm–Elm–Elz–Lappwald) Geologie-/Natur-Erlebnispfad Dorm, führen über und um den Höhenzug.

## Belege
1. ↑  
GeoLife. Topographische Karte. LGLN, abgerufen am 4. September 2024. (TK 50; Höhen laut oberste Höhenlinien in AK 5/2,5)
2. ↑  
Theodor Müller: Geographische Landesaufnahme: Die naturräumlichen Einheiten auf Blatt 87 Braunschweig. Bundesanstalt für Landeskunde, Bad Godesberg 1962. → Online-Karte (PDF; 4,8 MB)
3. ↑  
Frank Schmidt-Döhl: Zwischen Harz und Heide – Berge, Höhenzüge und Landschaft. Wartberg Verlag, Gudensberg-Gleichen 2010, ISBN 978-3-8313-2319-7
4. 1 2  
Geologie-/Natur-Erlebnispfad Dorm (Memento vom 10. März 2016 im Internet Archive) (6,64 km lang), auf natur-erleben.niedersachsen.de (PDF; 782 kB)